# Tribunal Superior de Justícia de La Rioja
El Tribunal Superior de Justícia de La Rioja (en castellà: Tribunal Superior de Justicia de La Rioja, abreviat TSJR) és el màxim òrgan del poder judicial en la comunitat autònoma de La Rioja (Espanya), amb seu a Logronyo.

## Història
El seu antecedent més directe van ser les antigues Audiències Territorials nascudes amb la Constitució del 1812. L'actual Tribunal Superior de Justícia de La Rioja va ser creat el 1985 a partir de l'article 26 de la Llei orgànica del Poder Judicial, constituint-se el 23 de maig de 1989.

## Organització
Està integrat per tres Sales de Justícia i la Sala de Govern:
- Sala civil i Penal, presidida pel president del Tribunal Superior de Justícia d'Astúries.
- Sala contenciosa administrativa.
- Sala social.

## Seu
El TSJR té la seva seu en el Palau de Justícia de Logronyo, situat en la ciutat de Logronyo.

## Presidència
El president del TSJR és nomenat pel rei d'Espanya per a un període de cinc anys a proposta del Consell General del Poder Judicial.

### Llista de presidents
Informació actualitzada per un bot. Els canvis manuals es perdran quan s'actualitzi!
| Imatge | Titular                  | Des de | Fins a | Duració (anys) | Gènere  | Lloc de naixement |
| ------ | ------------------------ | ------ | ------ | -------------- | ------- | ----------------- |
|        | Javier Marca Matute      | (2017) |        |                | masculí | Huércanos         |
|        | Ignacio Espinosa Casares | (2002) | (2017) | 14–15          | masculí | Cenicero          |
|        | Jaime Gestoso Bertrán    | (1997) | (2002) | 4–5            | masculí |                   |
|        | Daniel Mata Vidal        | (1989) | (1996) | 6–7            | masculí | Híxar             |